# إمامزادة إبراهيم (مقاطعة دلفان)
إمامزادة إبراهيم (بالفارسية: امامزاده ابراهیم) هي قرية تقع في قسم ايتيوند الجنوبي الريفي (مقاطعة دلفان) في إيران. يقدر عدد سكانها بـ 117 نسمة .